# Entodon diffusinervis
Entodon diffusinervis är en bladmossart som beskrevs av Jules Cardot 1913. Entodon diffusinervis ingår i släktet Entodon och familjen Entodontaceae. Inga underarter finns listade i Catalogue of Life.